# ريان ميريمان
ريان ميريمان (بالإنجليزية: Ryan Merriman)‏ هو ممثل أمريكي، ولد في 10 أبريل 1983 في الولايات المتحدة.

## أعمال

### أفلام
- (1999) لانسكاي
- (2005) الخاتم 2[4]
- (2005) الخواتم
- (2006) الوجهة النهائية 3[5]
- (2013) 42[6][7]

### مسلسلات
- الكاذبات الصغيرات الجميلات
- هاواي فايف أو

## وصلات خارجية
- ريان ميريمان على موقع IMDb (الإنجليزية)
- ريان ميريمان على موقع روتن توميتوز (الإنجليزية)
- ريان ميريمان على موقع ألو سيني (الفرنسية)
- ريان ميريمان على موقع أول موفي (الإنجليزية)
- ريان ميريمان على موقع قاعدة بيانات الأفلام السويدية (السويدية)
- ريان ميريمان على موقع إن إن دي بي (الإنجليزية)
- ريان ميريمان على موقع قاعدة بيانات الفيلم (الإنجليزية)
- ريان ميريمان على موقع كينوبويسك (الروسية)